# Mosquiter siberià
El mosquiter siberià (Phylloscopus collybita tristis; syn: Phylloscopus tristis) és un tàxon d'ocell de la família dels fil·loscòpids (Phylloscopidae). Normalment se'l considera una subespècie del mosquiter comú, però algunes autoritats el consideren com a espècie de ple dret.
Cria a Sibèria a l'est del riu Petxora i hiverna al baix Himàlaia. Els seus hàbitats principals són els boscos boreals, els boscos temperats, els boscos tropicals i subtropicals de frondoses humits de les terres baixes, els manglars, la sabana seca, els matollars secs tropicals i subtropicals, els matollars mediterranis, les zones humides, les zones riberenques i els jardins rurals. El seu estat de conservació es considera de risc mínim.